# Sataspes scotti
Sataspes scotti är en fjärilsart som beskrevs av Jordan 1926. Sataspes scotti ingår i släktet Sataspes och familjen svärmare. Inga underarter finns listade.